# Fischamend
Fischamend è un comune austriaco di 5 348 abitanti nel distretto di Bruck an der Leitha, in Bassa Austria; ha lo status di città (Stadtgemeinde). Tra il 1938 e il 1954 era accorpato alla città di Vienna.